# 온라인 결혼식
온라인 결혼식은 온라인 게임을 하는 두 이용자가 게임상에서 각자의 아바타로 실제 결혼식 행사와 비슷하게 진행하는 행사를 말한다. 온라인 결혼은 The Shadow of Yserbius라는 게임에서부터 시작되었고, 울티마 온라인의 소개로 더욱 유명해졌다. 이 전통은 몇몇 다른 온라인 MMORPG 게임과 가상 커뮤니티들로 전파되었다. 
이것은 참가자들이 가상 공동체 밖에서는 전혀 서로를 모른다는 점에서 매우 흥미롭다. 몇몇 커플들은 그들의 실제 이름, 성별, 기타 등등을 서로 알지 못한다.
몇몇은 실제로 이 온라인상의 결합을 가상세계 밖으로까지 연장하기도 하는데 그런 경우는 그리 많지 않다. 때때로 온라인 결혼식은 커플들이 진정으로 사랑하고, 그들의 사랑을 공공에 노출하기를 원해 이뤄지기도 한다. 이런 "가상" 결혼은 어떠한 법률상의 승인도 받고있지 않다.
몇몇 커플들은 인스턴트 메신저 혹은 화상 회의같은 다른 매개체를 통해 결합하는 모습을 보이기도 한다. 이 의례는 일반적인 결혼식과 똑같이 주례와 증인들이 필요하다. 몇몇 이 결혼은 국경을 넘어 일어나기도 한다.
대한민국에서는 브라우저 온라인 게임인 KKOC에서 최초로 지원했다. 현재 대표적으로 바람의 나라, 미르의전설2, 마비노기, 라그나로크 온라인 등에서 지원하고 있다.